# U;Nee
Heo Yun (hangul:허윤) (3 de mayo de 1981-21 de enero de 2007), más conocida como U;Nee (Hangul:유니, Yuni) Fue una actriz y cantante originaria de Corea del Sur. Antes de realizar su debut como cantante, la joven utilizaba como nombre artístico Lee Hye-Ryeon (hangul: 이혜련), que se creía era su verdadero nombre hasta el día de su fallecimiento el 21 de enero del 2007.

## Biografía

### Estudios
U;Nee estudió teatro y cine en la Universidad JARVAN IV cuando ella era joven.

### Carrera
El sueño de U;nee fue siempre convertirse en cantante. Sin embargo, antes de debutar en la escena del k-pop, trabajó como actriz infantil bajo el nombre artístico de Lee Hye-ryeon, debutando en 1996 en el k-drama de la KBS “New Generation Report, Adults Don’t Know”. En 1998 debutó en cines con la película juvenil del grupo k-pop Secheskies, “Seventeen”, y más adelante actuó en otros k-dramas como “The Theme Game”, “The Tears of a Dragon” y “The King and the Queen”.
U;nee nunca dejó de lado su sueño de ser cantante y estudió durante 3 años canto, composición y baile. 
Su debut como cantante llegaría en el 2003 con el lanzamiento de su primer álbum ‘U;Nee Code’. Su sencillo “Go” ganó mucha fama entre el público, siendo incluido en el famoso juego de Pump It Up, por lo que desde ese año decidió dedicarse sólo a la música. 
En el 2005 lanzó su segundo álbum ‘Passion and Pure’ y la respuesta del público fue aún mejor que la de su primer sencillo. El hit de esta segunda producción fue “Call Call Call”, posicionándose en el primer lugar de los charts por semanas. Pero así como fue un hit musical, también causó polémica en Corea. 
En el 2006 U;Nee lanza un sencillo debut en Japón y se presenta en reconocidas discotecas como ‘Velfarre’ para su ingreso en el mercado musical de ese país.

### Fallecimiento
Al atardecer del 21 de enero del 2007 su abuela encontró el cuerpo de Heo colgado del cuello por una toalla de baño en una viga de 2 metros de altura; inmediatamente llamó a una ambulancia, pero la joven ya estaba muerta sin posibilidades de reanimación.
La noticia de la muerte de la joven cantante causó conmoción y la noticia de su suicidio recorrió toda la industria musical asiática. A pesar de su muerte, su sello en Corea del Sur decidió igualmente lanzar su tercer álbum para la fecha anteriormente estimada.
Antes de su muerte U;nee estaba grabando el videoclip de presentación de su último álbum, que desgraciadamente no pudo finalizarse. 
La madre de la joven reveló posteriormente en una conferencia de prensa que Heo estaba pasando una época difícil, debido a una depresión y se estaba tratando con medicamentos. Aparentemente, una gran presión estaba sobre los hombros de la joven cantante de veinticinco años, que ya no pudo soportarlo. Su cadáver fue trasladado al World Hospital de Corea, donde fue cremado.

## Discografía

### Álbumes
1. 1st. U;Nee Code (2003) Go, Disco Queen, Sun Cruise, To You, Happy Together
2. Passion & Pure (album no oficial) (2005) Call Call Call, Fox, I Want You
3. Call Call Call (2005)
4. One (1.er Sencillo Japonés, 2006)
5. 3rd. Album (2007) Sorrow fantasy (솔로 판타지) (3.er álbum, 2007): Último álbum, lanzado en el mercado el 1 de febrero.

### Singles
1. 가 (Go) (2003)
2. Call Call Call (2005)
3. One (22 de febrero de 2006) - únicamente en Japón
4. Sorrow Fantasy (2007)

## Filmografía

### TV dramas
- 1996 Debut: “New Generation Report / Adults Don’t Know” (Los adultos no entienden la nueva generación), (신세대 보고 어른들은 몰라요)-(Sinsedae Bogo Eoreun Deureun Molayo)
- 1997 Feeling 18
- The Theme Game
- 1997 Happiness in Our Hearts
- 1998 Tears of the Dragon
- 1998 Two Women
- 1998 Messages of Gardening
- 2000 The King and the Queen (El rey y la princesa)-(왕과 비)-(Wangwa Bi)
- 2003 Nonstop 3

### Películas
- 1996 Born To Kill(본투킬)
- 1998 Seventeen (Diecisiete)-(질주)-(Jil-ju)
- 1999 Sprint